# Koszmosz–155
A Koszmosz–155 (oroszul: Космос 155) a szovjet Koszmosz műhold-sorozat tagja. Második generációs Zenyit–4 felderítő műhold.

## Küldetés
Programja a Koszmosz–150-nel megegyező. Az emberes űrkutatási program végrehajtását segítette.

## Jellemzői
Az OKB–1 tervezőirodában kifejlesztett, ellenőrzése alatt gyártott műhold.
1967. április 12-én a Bajkonuri űrrepülőtér indítóállomásról Vosztok–2 (8А92) típusú hordozórakétával juttatták Föld körüli pályára. Az orbitális egység pályája 89,2 perces, 51,7 fokos hajlásszögű, elliptikus pálya-perigeuma 202 kilométer, apogeuma 271 kilométer volt. Hasznos tömege 4730 kilogramm. A sorozat felépítését, szerkezetét, alapvető fedélzeti rendszereit tekintve egységesített, szabványosított tudományos-kutató űreszköz. Áramforrása kémiai akkumulátorok, szolgálati élettartama 10 nap.
Fototechnikai (fényképezőgép, televíziós kamera) berendezései 3-5 méter közötti felbontású képeket készítettek.
1967. április 20-án, 8 napos szolgálati idő után, földi parancsra belépett a légkörbe és hagyományos módon – ejtőernyős leereszkedés – visszatért a Földre.